# 郡山久二
郡山 久二（こおりやま ひさじ、1964年7月29日 - 2025年6月18日）は、大阪府大阪市出身の元競輪選手。日本競輪学校（当時。以下、競輪学校）第55期生。現役時は日本競輪選手会大阪支部に所属。

## 経歴
大阪府立城東工業高等学校を経て競輪学校に第55期生として入学。在学中に名誉教官の松本勝明から後の師匠となる山野憲一（長野・41期）を紹介され弟子となった。同期には鈴木誠、清家孝志らがおり、在校成績14位で卒業。1985年5月2日にホームバンクの岸和田競輪場でデビュー戦を迎え5着。初勝利は同年6月15日の川崎競輪場。
1989年、第42回日本選手権競輪（花月園競輪場）において、特別競輪（現在のGI）の決勝に初めて進出し8着。続く第40回高松宮杯競輪でも決勝に駒を進め、優勝の滝澤正光を直線で鋭く追い詰め2着に入った。これらの実績により賞金上位枠で同年のKEIRINグランプリに出場予定だったが、選手会のストライキにより開催中止となった。
1991年の共同通信社杯・ルビーカップレース（平塚競輪場）では、逃げる坂本勉をゴール直前交わして優勝。2001年のふるさとダービー（武雄競輪場）決勝戦では、ゴール直前に横田努（2着失格）を交わし優勝している。
他にも1990年の全日本選抜競輪（青森競輪場）決勝4着、1991年の全日本選抜競輪（久留米競輪場）決勝3着および全日本競輪王戦決勝8着、1999年の高松宮記念杯競輪決勝7着といった成績を残すなどS級での活躍を続けた。
しかし2014年3月25日の岸和田競輪場第10R・S級予選で落車し、その後は競走から離れていたが、そのまま引退することを発表し、5月16日に地元の岸和田競輪場で引退セレモニーが行われた。
同年6月24日にS級2班在位のまま選手登録消除。通算成績2384戦348勝。
引退後も岸和田競輪場で古性優作をはじめとする現役選手のバイクトレーニングの誘導などを続け、競輪との関わりを続けていたが、2024年に入ってから病気で体調を崩すようになる。
ホームバンクであった岸和田競輪場で開催されていた第76回高松宮記念杯競輪2日目の2025年6月18日、死去。60歳没（享年62）。

## 競走スタイル
全盛期は横への強引な動きで好位を確保する追込選手として活躍し、自力選手並みの捲りを兼備していることでも定評があった。